# Гуанахуато (аэропорт)
Междунаро́дный аэропо́рт Гуанахуато (исп. Aeropuerto Internacional de Guanajuato) или Междунаро́дный аэропо́рт Дель Бахи́о (исп. Aeropuerto Internacional Del Bajío), (ИАТА: BJX, ИКАО: MMLO) — гражданский аэропорт, расположенный в Силао (Silao), в 28 км к юго-востоку от города Леон (León) и в 29 км к западу от города Гуанахуато (Guanajuato), столицы мексиканского штата Гуанахуато.

## Основные сведения и показатели

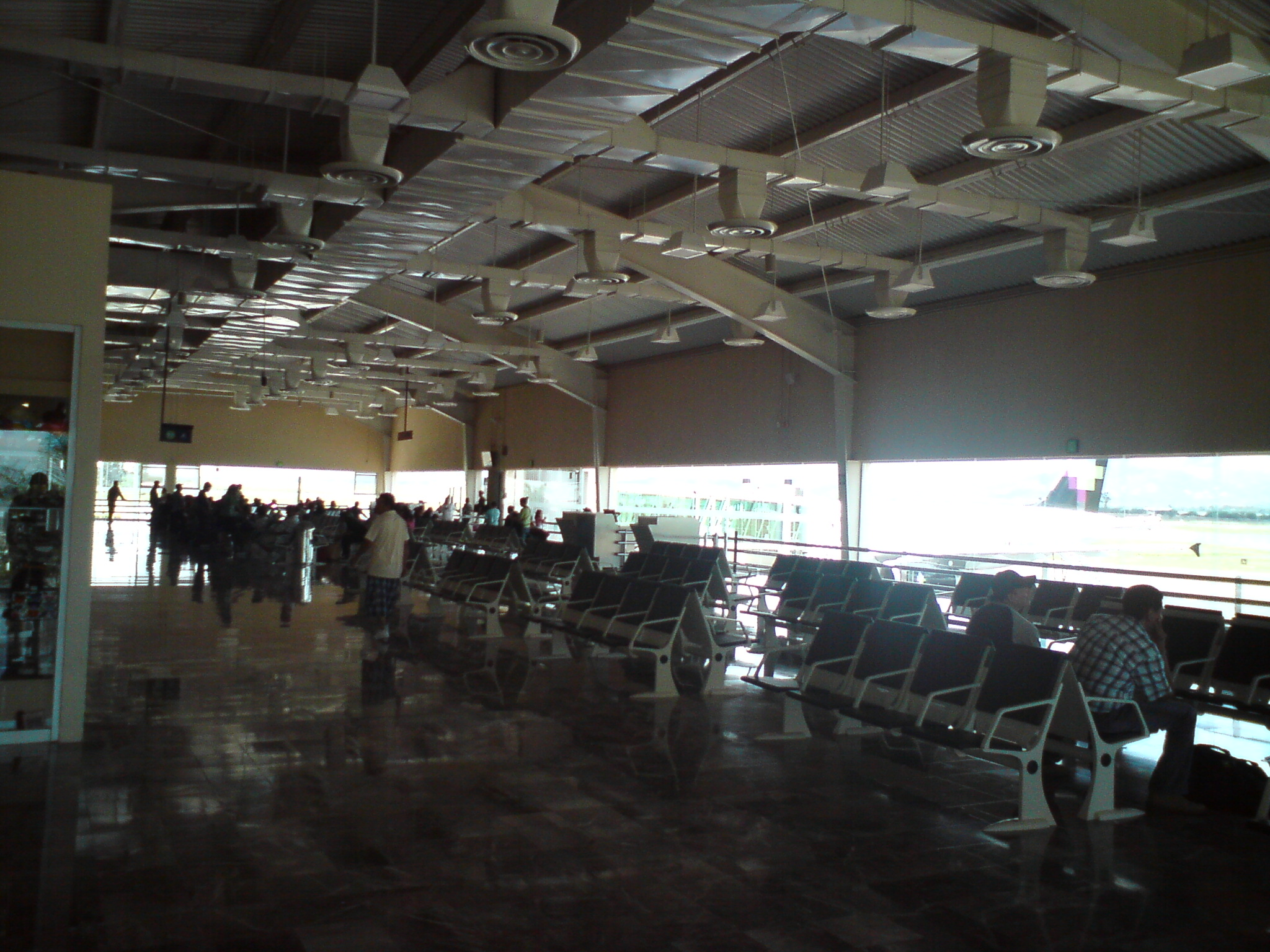
Зал ожидания аэропорта Гуанахуато

Международный аэропорт Гуанахуато находится на высоте 1815 м над уровнем моря. У него есть одна взлётно-посадочная полоса: 13/31 с асфальтовым покрытием (длиной 3499 м и шириной 45 м).
Из аэропорта Гуанахуато осуществляется ряд международных рейсов в различные крупные города США — Хьюстон, Даллас, Чикаго и Лос-Анджелес. Авиакомпания United Express (ранее Continental Express) осуществляет рейсы в аэропорт Хьюстон-Интерконтинентал, а American Eagle летает в аэропорт Даллас/Форт Уэрт. Самолёты авиакомпании Aeroméxico Connect летают в аэропорты Чикаго-О’Хара и Лос-Анджелес. Кроме этого, есть сезонные рейсы канадской авиакомпании CanJet в Монреаль-Трюдо.
Также осуществляются внутренние рейсы в аэропорты других городов Мексики — Мехико (авиакомпанией Aeroméxico Connect), Тихуаны (Volaris и сезонные рейсы Aeroméxico), Монтеррей (Aeroméxico Connect и VivaAerobus) и Сьюдад-Хуарес (Aeroméxico Connect).
В 2011 году полное число авиапассажиров, воспользовавшихся услугами аэропорта Гуанахуато, составило 854.2 тысяч человек — практически столько же, сколько и в 2010 году (853.8 тысяч человек).

## Статистика пассажироперевозок
| Год  | Пассажиров (внутренние рейсы), тыс. чел. | Пассажиров (международные рейсы), тыс. чел. | Пассажиров (всего), тыс. чел. |
| ---- | ---------------------------------------- | ------------------------------------------- | ----------------------------- |
| 2010 | 509.8                                    | 344.0                                       | 853.8                         |
| 2011 | 474.1                                    | 380.1                                       | 854.2                         |